# Shehzana Anwar
Shehzana Anwar (Nairobi, 21 agosto 1989) è un'arciera keniota.
Ha partecipato ai Giochi di Rio de Janeiro 2016, dove è stata portabandiera del Kenya. Nella gara individuale è stata sconfitta al primo turno dalla coreana Ki Bo-bae.

## Palmarès
- Campionati africani

Windhoek 2016: oro individuale